# 台湾の地理

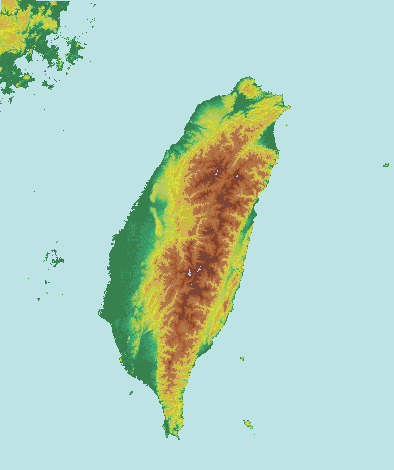
台湾の地形

台湾の地理（たいわんのちり）では台湾における地理を概説する。「台湾」の定義としては主に、台湾本島（台湾島）に限定する場合や、中華民国が実効支配する地域（台湾地区）の全域（台湾本島、澎湖諸島、金門群島、馬祖列島）を示す場合などがあるが、ここでは後者に関して説明する。

## 台湾本島

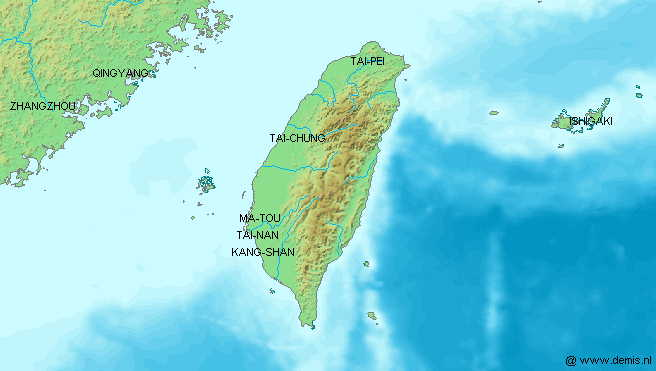
台湾島地図

緯度及び経度は22°N - 25°N, 120°E - 122°E。相対位置はユーラシア大陸の東南沿海、太平洋西岸、フィリピンの北方、琉球諸島の西南に位置する。タイムゾーンはGMT+8:00 Taipei。
太平洋西部に位置し、東海岸はフィリピン海に面している。日本の与那国島から約107kmの距離である。西海岸は台湾海峡を隔てて中国大陸を臨み、その距離は約150kmである。南はバシー海峡を隔てフィリピンまで約300km、北海岸は東シナ海に接している。全島面積は35,915平方km、南北に長く東西が狭い形状となっている。地勢は東高西低であり、地形は山地、丘陵地、盆地、台地、平野により構成されるが、山地、丘陵地が全島面積の2/3を占めている山岳中心の地形である。
ユーラシアプレートとフィリピン海プレートが交差する地点に位置し、地層の隆起活動により山脈が形成され、南北に台湾島を縦断している中央山脈を中心に山脈が形成され、その東西両端に比較的平緩な丘陵地、台地、そして河川の沖積により形成された平野が分布している。平坦な地勢の大部分は西部地区に集中している。
地政学的には台湾はアジア島弧の中央に位置し、また台湾海峡が国際的に重要な航路であることより戦略的に重要な価値を有している。

### 地質
ユーラシアプレートとフィリピン海プレートの境界上にあり、複雑な地質構造を示す。台湾島の地殻上部は地質時代のいくつかの島弧が両プレートの衝突により合体したもので、フィリピン海プレートの下に潜ったユーラシアプレートが剥がれた結果、隆起したと推定されている。台湾の地震帯はこれら合体した地質構造の境界に対応しており、大きな地震を引き起こしてきた。1999年9月21日にはマグニチュード7.3の集集大地震（921大地震）が発生した。

### 地形
台湾島は白亜紀から暁新世にかけて形成され、その中央部に5つの山脈を有しており、海岸山脈、雪山山脈、中央山脈、玉山山脈、阿里山山脈とそれぞれ称されている。台湾の山地は険峻であり、標高3,000mを越える高山も数多く存在している。その中で蘇澳より鵝鑾鼻を貫く中央山脈は台湾の背骨と称され、東西を流れる河川の分水嶺となっている。玉山山脈の玉山（日本統治時代の名称は新高山）は標高3,952mであり、台湾の最高峰となっている。
丘陵地は山地と平原の中間に位置し、桃竹苗及び恒春半島に多くが分布している。平野は西南海岸及び東部山脈谷地に位置し、これらの地形が占める割合は約30%となっている。西南部に位置する嘉南平野は台湾最大の平野であり、これ以外に彰化平原、蘭陽平原、屏東平野、台東（花東）縦谷（ユーラシアプレートとフィリピンプレートの境界）などがある。その他台地として林口台地、桃園台地、大肚台地、八卦台地等が、盆地として台北盆地、台中盆地、埔里盆地などが存在している。
台湾は環太平洋火山帯に位置し、一部火山も存在している。主要なものを挙げれば台湾北部の基隆の大屯火山群、東部の海岸山脈火山群（緑島、蘭嶼を含む）、離島地区の澎湖火山群が存在しているが、現在は目立った火山活動はない。
海抜：
- 最高地点：玉山 3,952m

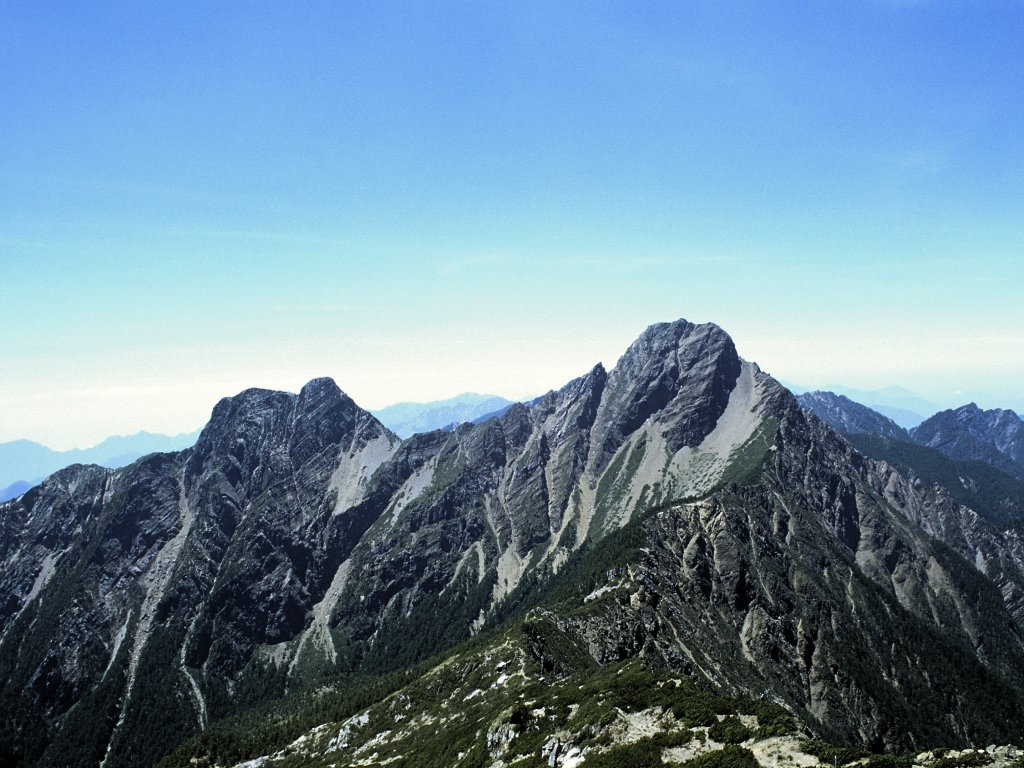
玉山
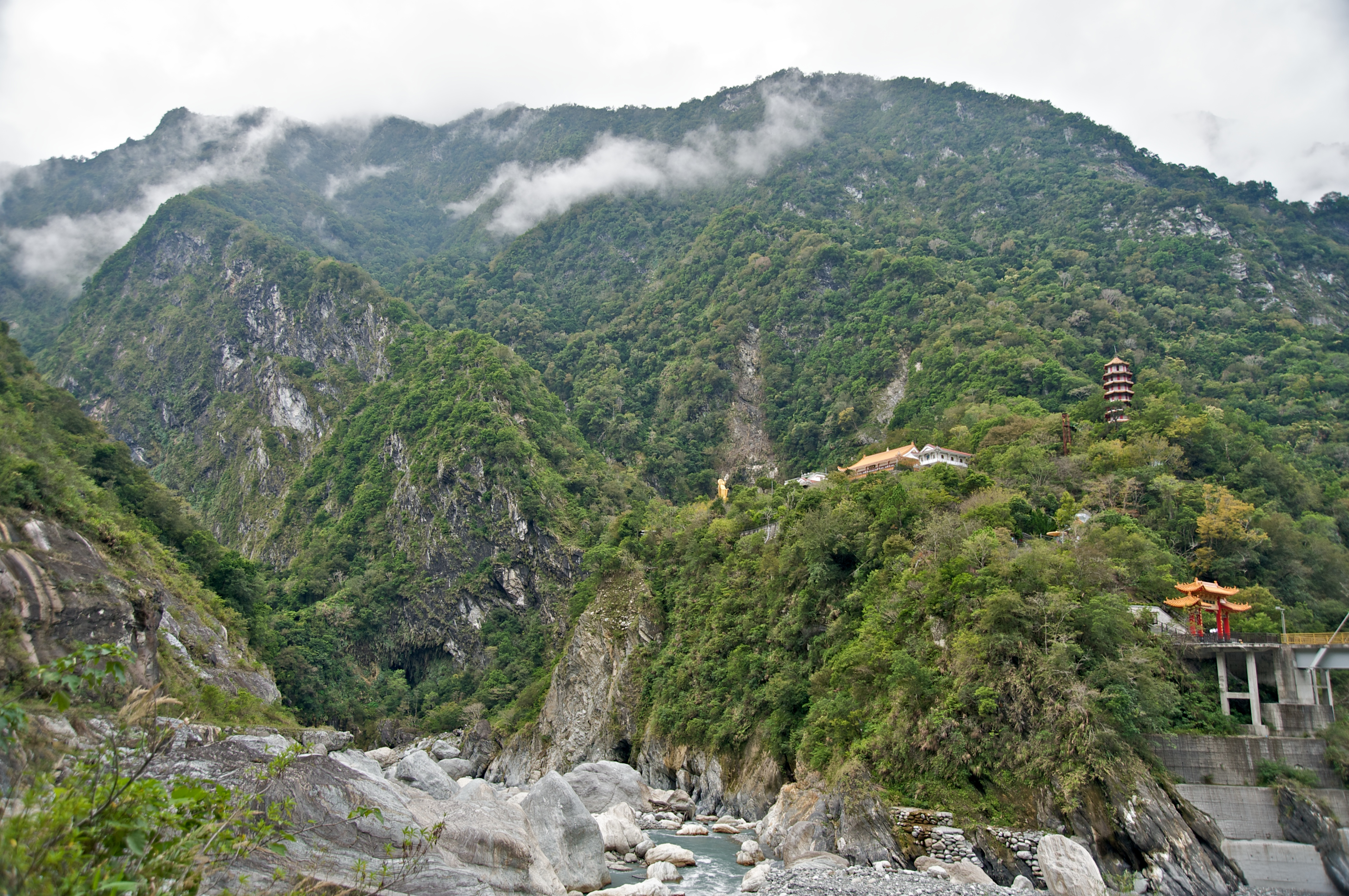
太魯閣国家公園
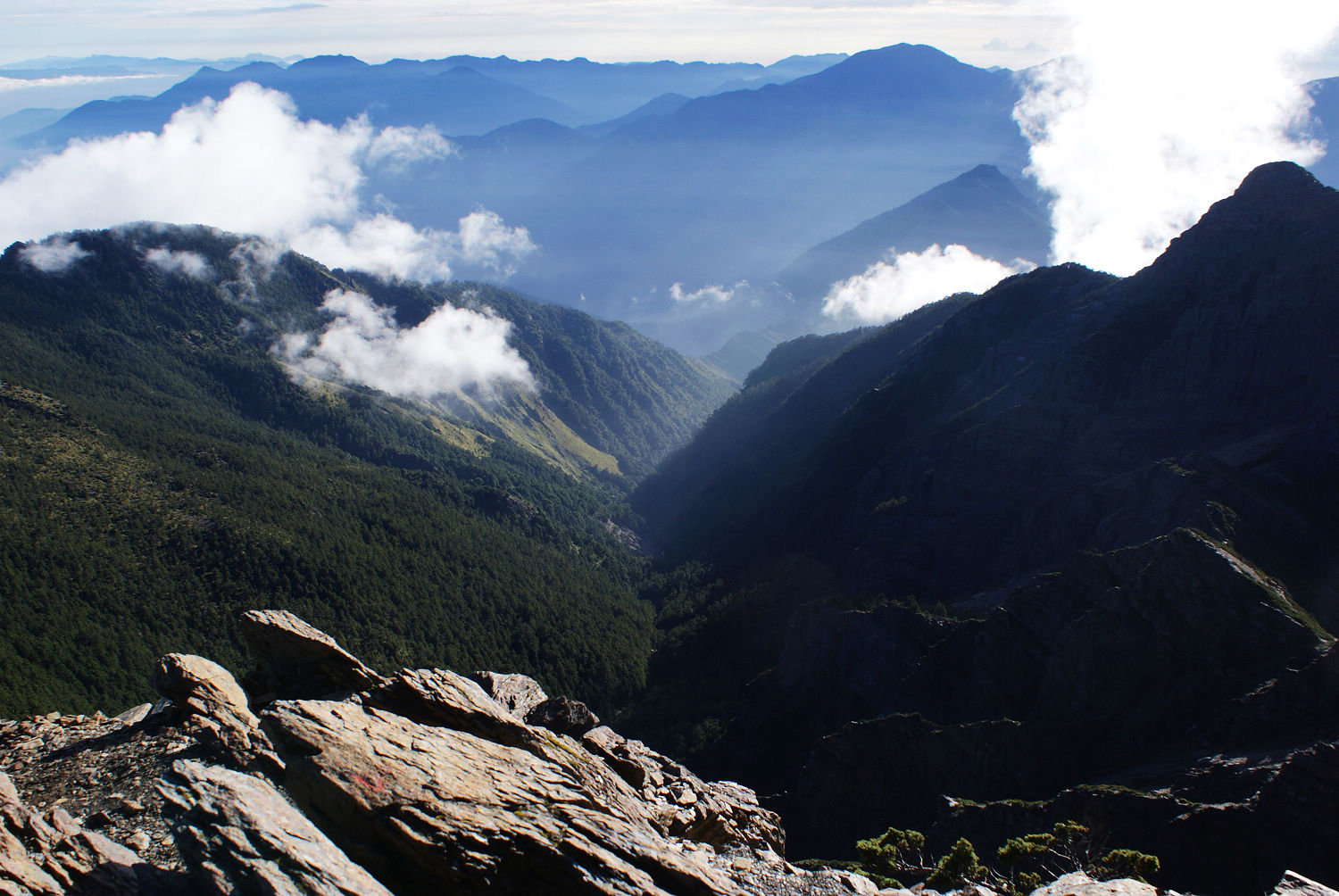
玉山

### 河川・湖沼

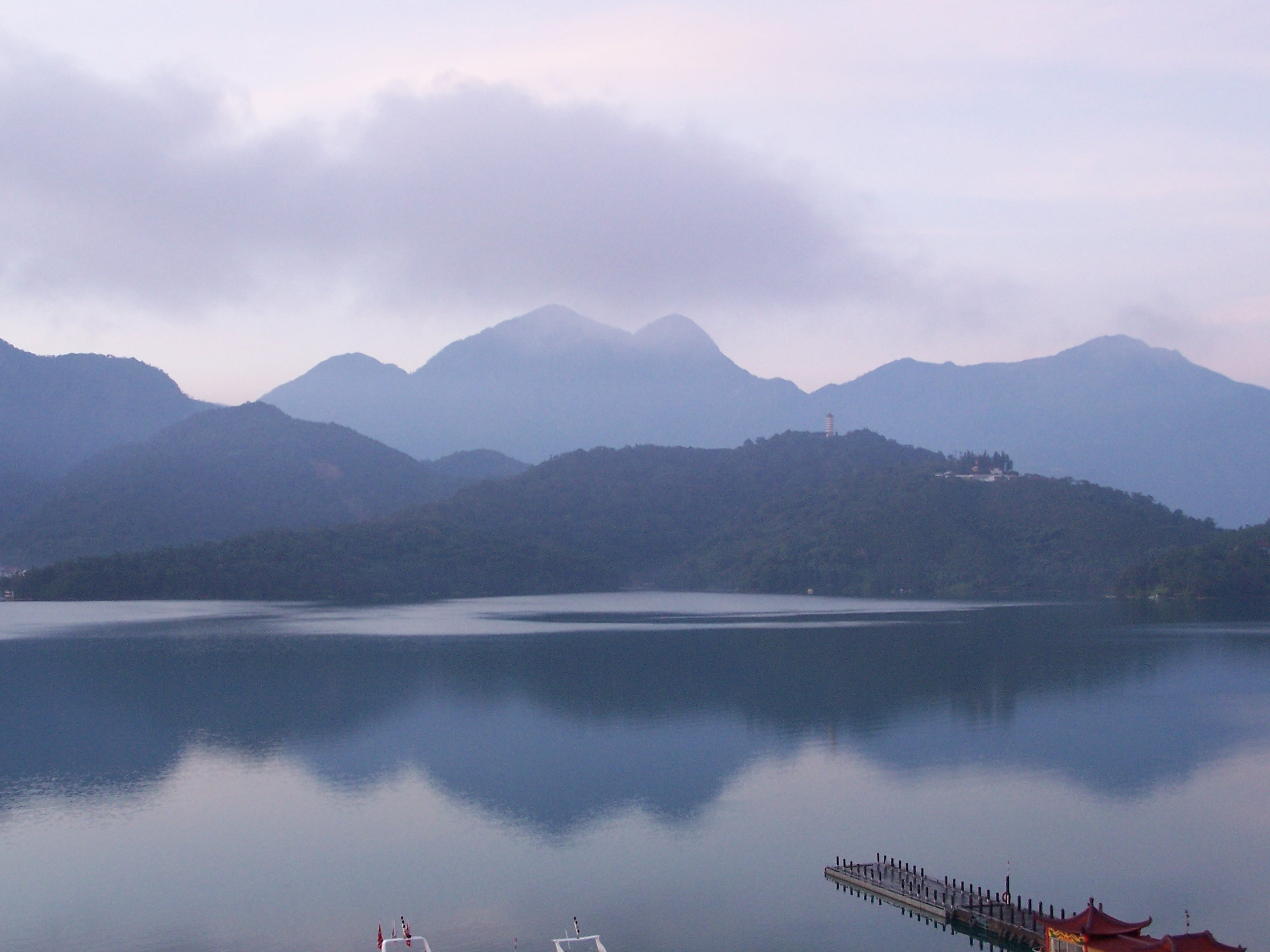
日月潭

台湾には大小あわせて129本の河川が存在し、100kmを越える河川も濁水渓、高屏渓、淡水河、大甲渓、曽文渓、大肚渓の6本が存在している。中部に位置する濁水渓は台湾最長の河川であり、南部の高屏渓は台湾最大の流域面積となっている。その他の主要河川に基隆河、鳳山渓、大安渓、八掌渓、秀姑巒渓、蘭陽渓などを挙げることができる。
台湾の平均年間降水量は2,500mmと豊かな降水量に恵まれた反面その降水は夏季に集中するため、夏季には河川は増水、冬季には河床が露出する情況であり河川の交通が発展しない原因となっている。例外として台北市周辺の淡水河、大漢渓、基隆河などは年間を通して水量が安定している河川では清朝統治時代の重要な輸送手段として使用されていた。
台湾の天然の湖沼は多くはない。最大なものには日月潭であるが、面積は僅か4平方kmである。これに対しダムなどの建設を通じて形成された人工湖は多く存在し、代表的なものとして虎頭埤、曽文ダム、烏山頭ダム、石門ダムなどがある。

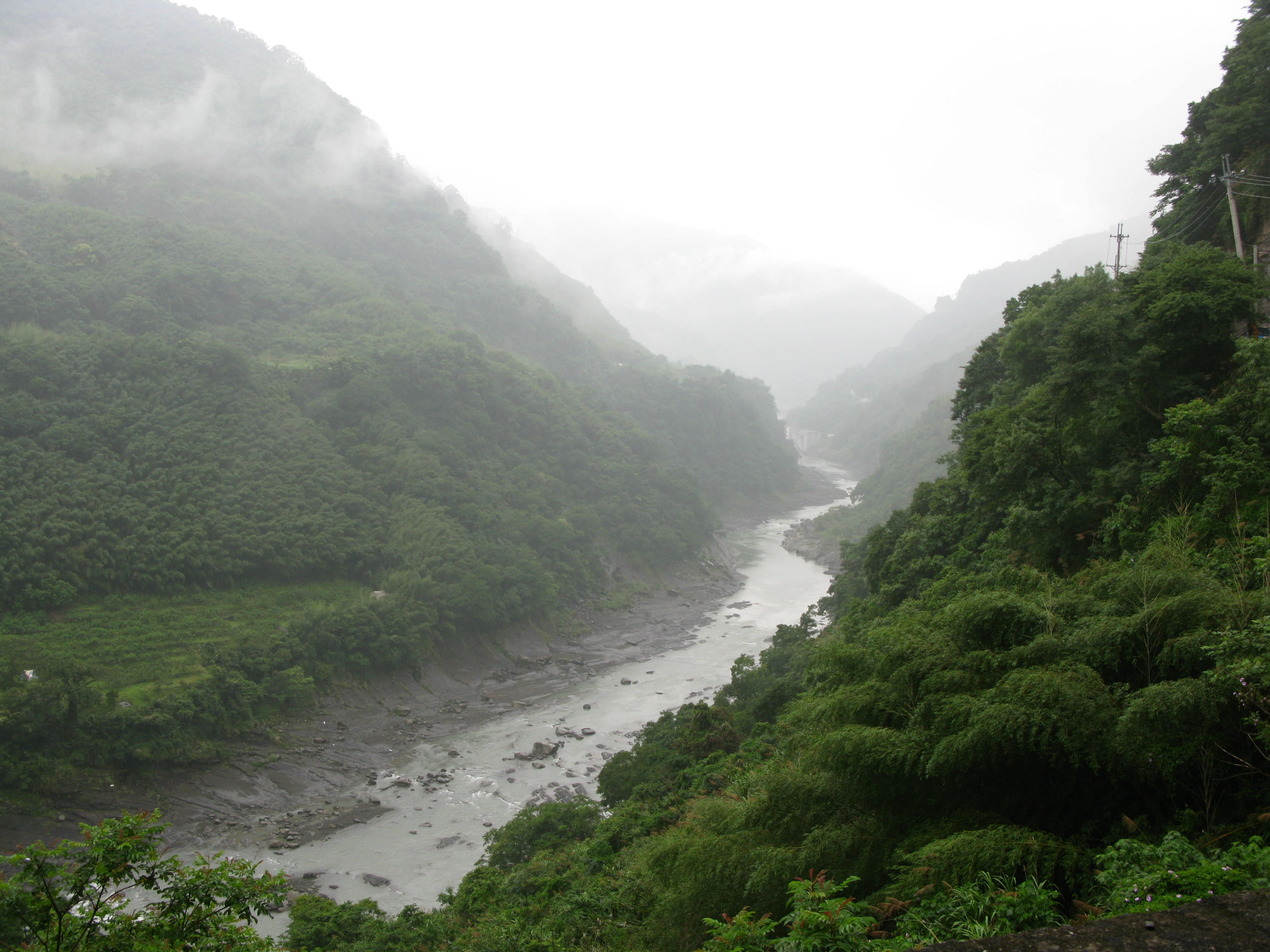
大漢渓
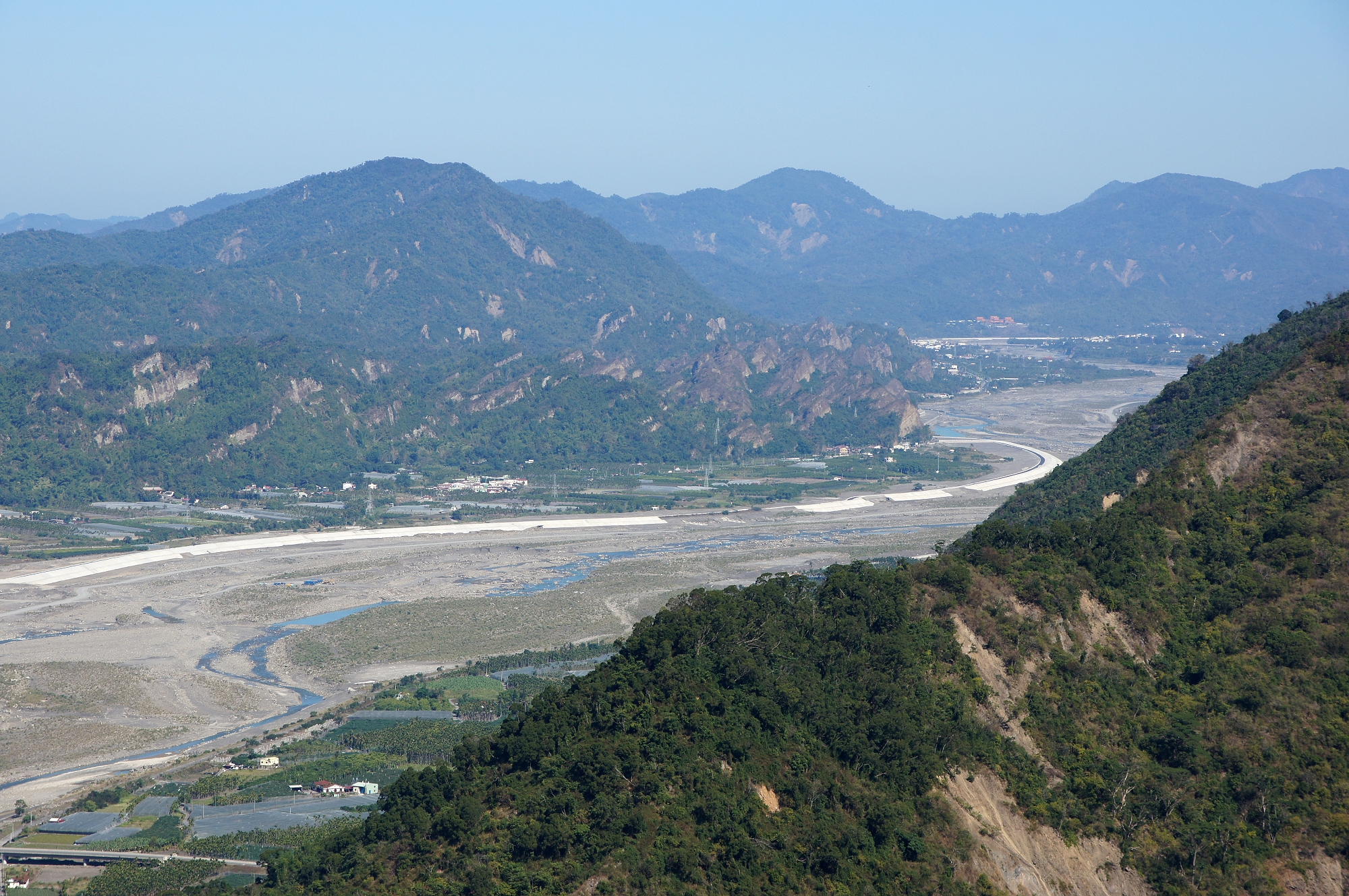
荖濃溪

### 島嶼
台湾の付属島嶼としては蘭嶼、小蘭嶼、綠島、小琉球、亀山島、亀卵嶼、七星岩及び基隆東北方の棉花嶼、彭佳嶼、花瓶嶼、基隆嶼、和平島、中山仔嶼、桶盤嶼の14個存在している。
本島付属以外の島嶼としては澎湖群島に90、金門群島に12、馬祖列島に36の島嶼が存在し、それ以外に領有権係争中の東沙諸島及び南沙諸島なども存在している。

### 気候
→詳細は『臺灣氣候』(中国語版)を参照
台湾の気候は中南部の嘉義を通過する北回帰線を境界として、北は亜熱帯気候、南は熱帯モンスーン気候に分類することができる。最南端の恒春は最寒月（北半球中緯度では1月または2月）の平均気温が20度を上回る。山岳部をのぞいて高雄から台東の南部がケッペンの気候区分で熱帯モンスーンの地域となる。北部地域の冬の降水量に比べて、南部地域は遙かに少ない。そのため、石垣島や西表島などの熱帯雨林気候と違った特徴がある。

### 海岸

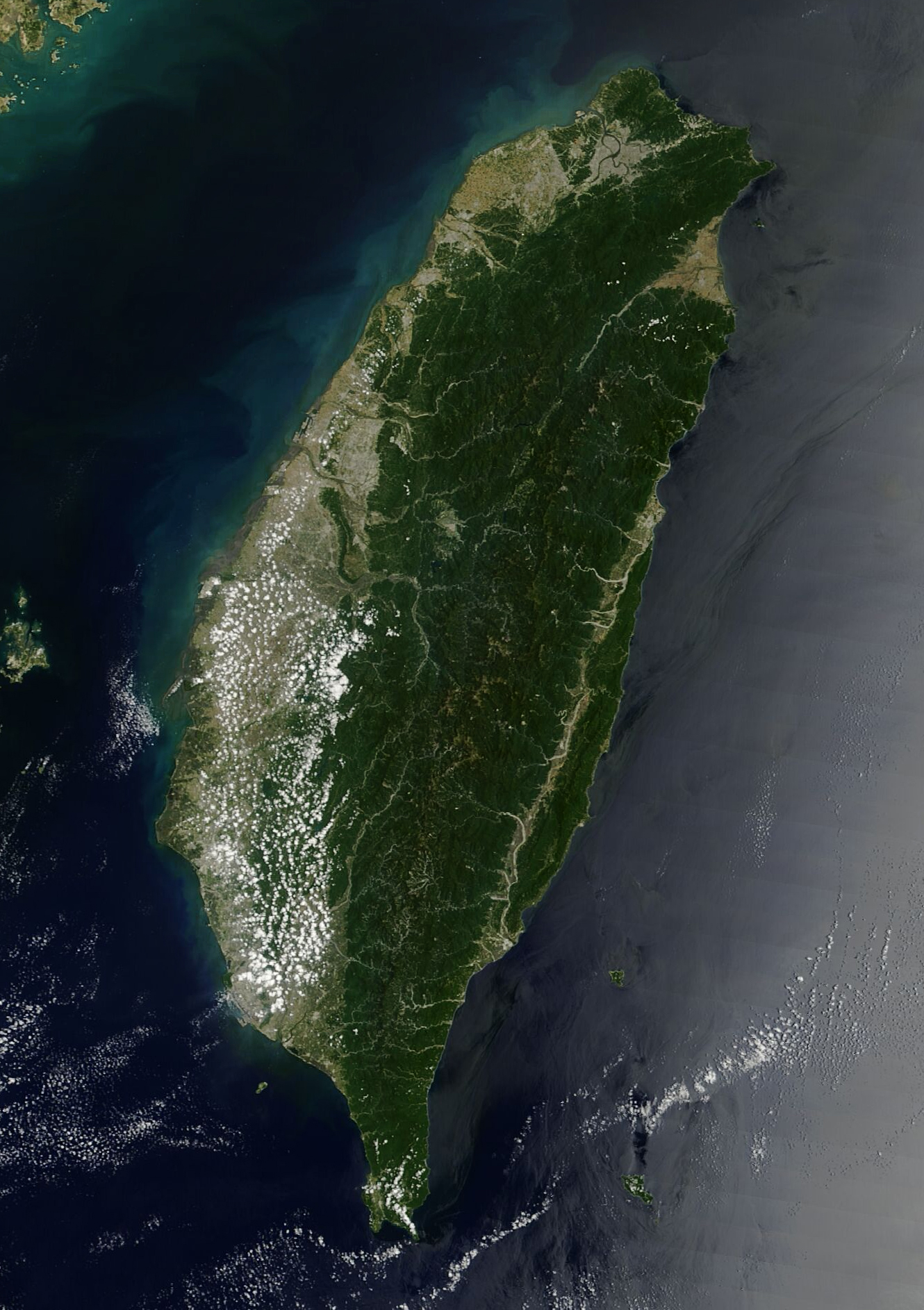
台湾島の衛星写真。東部に山岳部が広がり、西部に平野が広がっているのが分かる

- 西部海岸（砂岸）: 砂灘、砂洲、潟湖は多く、遠浅の単調な海岸線である。
- 東部海岸（岩岸）: 切り立った地勢であり平地が少ない。
- 北部海岸（岩岸）: 彎曲した海岸線で構成される。
- 南部海岸（岩岸）: 珊瑚礁により形成された海岸線である。

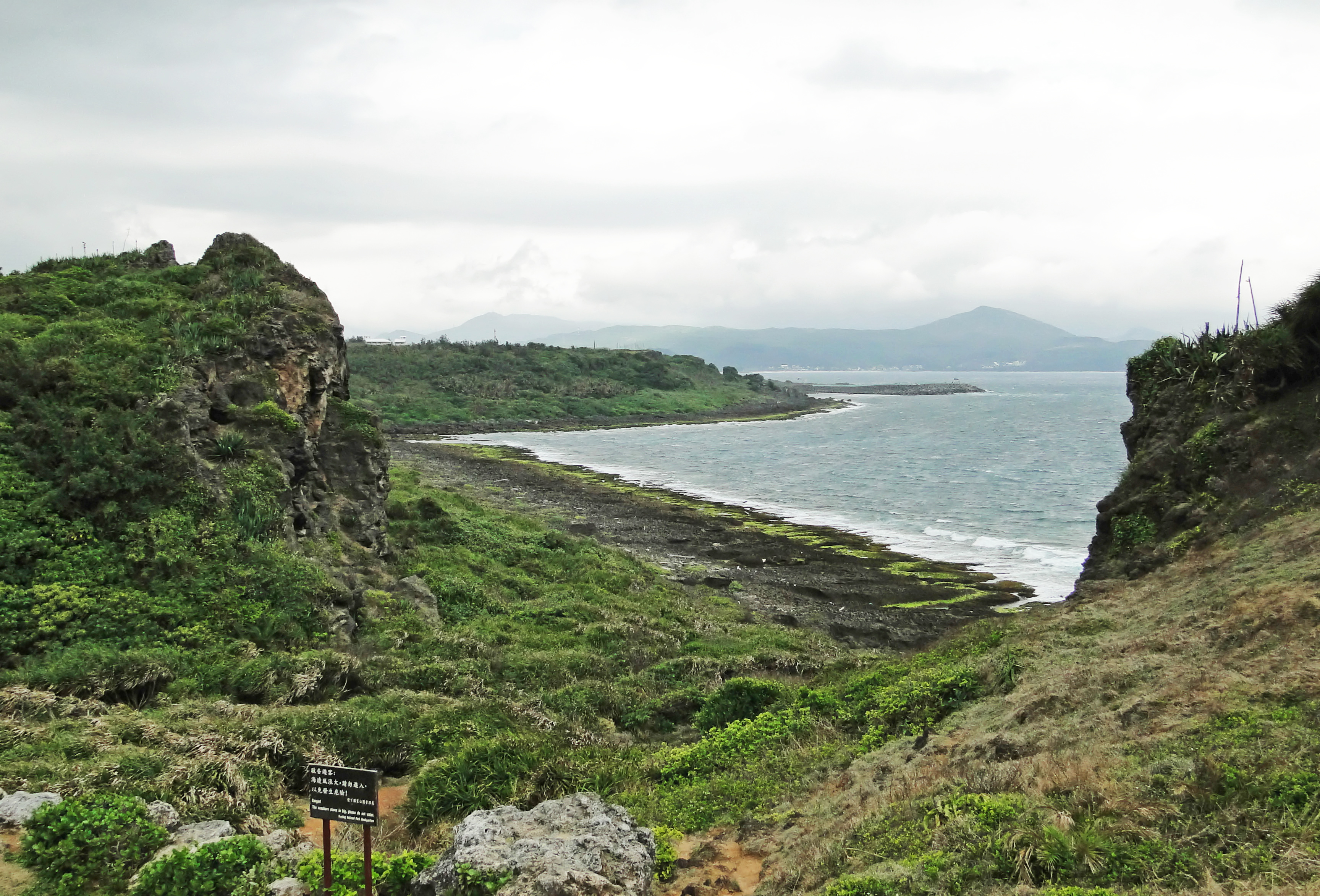
猫鼻頭岬、墾丁国家公園
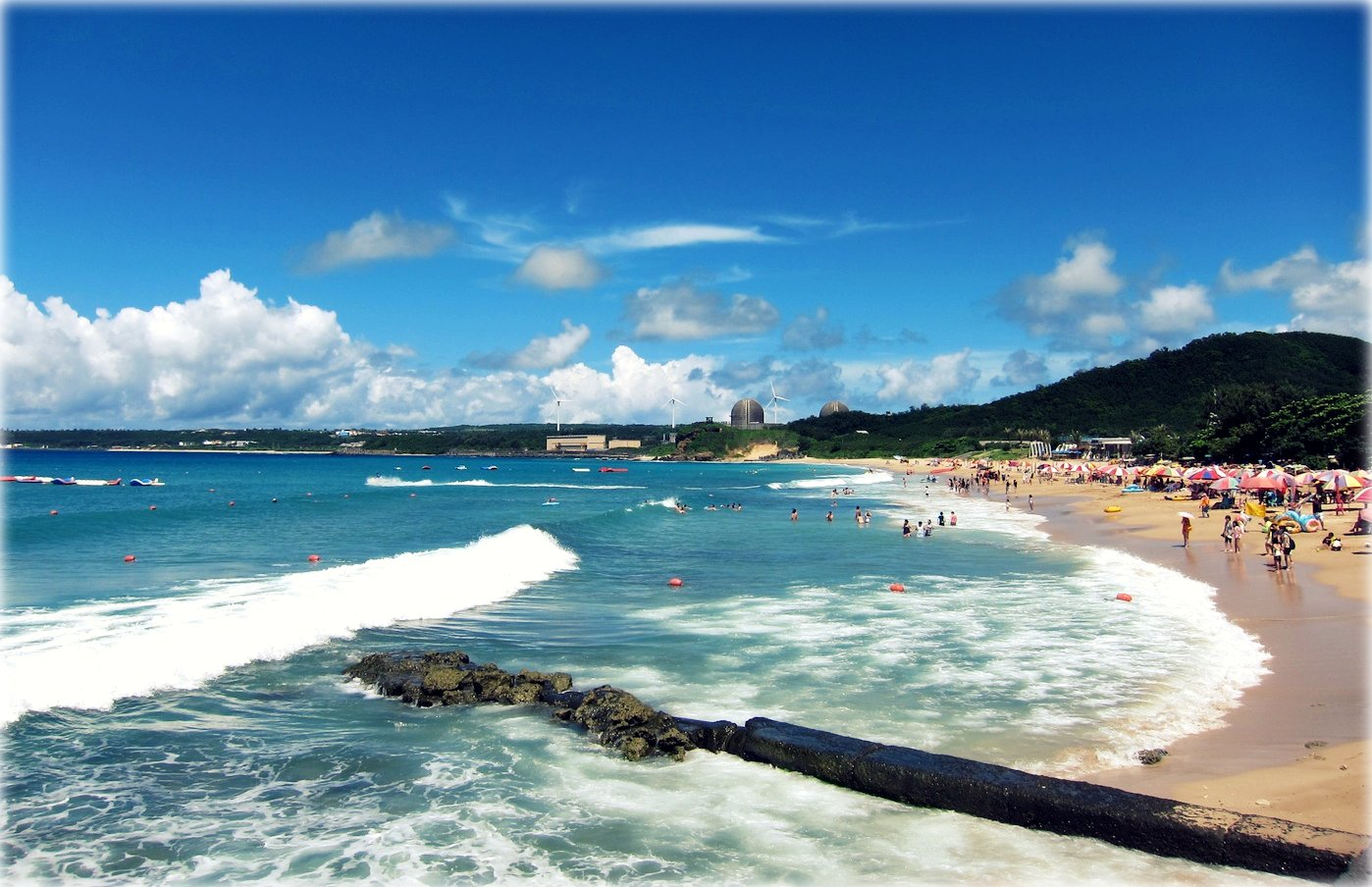
南湾、墾丁国家公園

### 各地勢

#### 山脈
- 中央山脈:台湾最長の山脈。北部蘇澳から南部鵝鑾鼻までの330kmを縦貫している。最高峰は秀姑巒山（海抜3,825 m）。
- 雪山山脈:台湾西北部に位置し、北部三貂角から南部濁水渓までの180kmを東北より西南方向に縦貫している。最高峰は雪山（海抜3,886m）。
- 玉山山脈:中央山脈西側に位置し濁水渓と雪山山脈の境界から高雄市旗山までを縦貫している。最高峰は玉山（海抜3,952m）。
- 阿里山山脈:玉山山脈西側に位置し濁水渓上流から曽文渓上流までの135kmを縦貫している。台湾の山脈の中では緩平な山脈であり標高3,000m以上の山は存在していない。最高峰は大塔山（標高2,663m）。
- 海岸山脈:花蓮渓河口部より台東北部までの148kmを縦貫している。北から南にかけて急峻な地勢に変化している。

#### 丘陵
- 桃竹苗丘陵
- 恒春丘陵

#### 盆地
- 台北盆地
- 台中盆地
- 埔里盆地

#### 平野
- 彰化平原
- 嘉南平原
- 屏東平原
- 蘭陽平原
- 花東縦谷

#### 台地
- 林口台地
- 桃園台地
- 大肚台地
- 八卦台地

#### 河川
- 濁水渓（台湾最長河川）
- 高屏渓（台湾最大流域面積河川）
- 淡水河（台湾最大流域人口河川）

### 湖沼
- 日月潭
- 鯉魚潭
- 澄清湖
- 嘉明湖（中国語版）
- 翠池（中国語版）
- 大鬼湖（中国語版）

#### 海域
- 太平洋
- 台湾海峡
- 東シナ海
- バシー海峡

#### 火山島
- 蘭嶼（蘭嶼、小蘭嶼）
- 緑島
- 亀山島（龜山島、龜卵島）
- 和平島
- 基隆嶼
- 棉花嶼
- 彭佳嶼
- 花瓶嶼

#### 珊瑚礁島
- 琉球嶼（小琉球）
- 七星岩（英語版、中国語版）：恒春鎮沖
- 東沙諸島 - 東沙島
- 南沙諸島 - 太平島、中洲島

## 面積
- 総面積：35,980km2
- 陸地面積：32,260km2
- 水域面積：3,720 km2

## 海岸線長
- 1,566.3km

## 生態保護区
台湾の自然生態保護区は自然の保護を目的として創設され、「国家公園」、「自然保留区」、「野生動物保護区及野生動物重要棲息環境」、「国有林自然保護区」の4種類が存在する。
| 類別               | 国家公園 | 自然保留区 | 野生動物 保護区 | 野生動物 重要棲息環境                     | 国有林 自然保護区 | 総計                       |
| ------------------ | -------- | ---------- | --------------- | ----------------------------------------- | ----------------- | -------------------------- |
| 指定地点           | 7        | 19         | 16              | 30                                        | 9                 | 80                         |
| 面積（エーカー）   | 322,845  | 64,477     | 25,118          | 297,948 （野生動物保護区 重複範囲を除く） | 21,772            | 702,361 （重複範囲を除く） |
| 台湾の陸域面積比率 | 9.0%     | 1.8%       | 0.6%            | 8.3%                                      | 0.01%             | 19.5%                      |